# آزمایش (فیلم ۱۹۸۸)
«آزمایش» (روسی: Эксперимент) یک فیلم است که در سال ۱۹۸۸ منتشر شد.